# Mellitto
Mellitto (Meddìtte in dialetto locale) è una frazione di Grumo Appula (BA), ubicata a circa 7 km dal centro abitato, ai piedi della Bassa Murgia. La frazione è meta di villeggiatura estiva.

## Toponimo
Il toponimo Mellitto, in dialetto Meddìtt, potrebbe avere origine greca, ma sul suo esatto etimo esistono varie interpretazioni.
Mellitto deriverebbe da μἠλι meli, ιτος itos (miele). Melìtta, che significa ape, era una ninfa di Creta che, secondo le mitologia greca, aveva accudito col miele il piccolo Zeus. Sulle querce di Mellitto non era infrequente trovare favi di api selvatiche.
Secondo un'interpretazione alternativa, il toponimo Mellitto avrebbe origine dal termine greco mela ttos (salvagreggi). Il nome potrebbe non essere estraneo alla presenza del Pozzo di Mellitto, che raccoglie acqua sorgiva in abbondanza e, quindi, ha contribuito per secoli a salvare davvero le greggi dalla sete in una contrada che per molti chilometri non presenta corsi d'acqua in superficie.

## Infrastrutture e trasporti
Nei pressi del borgo di Mellitto c'è la stazione di Mellitto, una fermata delle Ferrovie Appulo Lucane.

## Il Santuario
Visitando Mellitto non sfuggirà il Santuario dedicato a Maria SS. delle Grazie in cui è conservata un'icona dipinta su una stele che, si vuole, abbia origini bizantine e che sia arrivata in questa contrade, trafugata da monaci basiliani, allorché l'Imperatore Leone L'Isaurico promosse l'iconoclastia e la conseguente distruzione di tutte le immagini sacre. Ancora oggi l'immagine gode di una forte devozione che vive il suo apice durante la festa che si tiene da tempo immemore a fine luglio.
La costruzione del tempietto è avvenuta in varie fasi; inizialmente, durante il XVI secolo, si trattava di un'edicola che conteneva semplicemente l'icona. 
Nel 1697 l'edicola fu inglobata in una cappella con la volta a cupola e due feritoie laterali. 
Nel 1800 si procedette ad un ulteriore ampliamento e, infine, nel 1924, fu dotata di una piccola sacrestia. 
Dal 1973, in seguito al ricorso presentato da don Gaetano Tomanelli, allora parroco della Parrocchia di Maria SS. di Monteverde, il Santuario di Mellitto ricade sotto la giurisdizione della Parrocchia stessa di Monteverde.

## Manifestazioni
- Sagra campestre - Ogni anno, a fine luglio, in occasione della festa si rinnova una delle più spettacolari e tradizionali manifestazioni di religiosità popolare del popolo grumese. Una delle tradizioni più antiche riguarda le "panelle", pani benedetti, che vengono distribuiti secondo rituali antichi. Dopo la messa, la processione i devoti danno il via ai festeggiamenti nel bosco; un'occasione per ritrovarsi e stare insieme e consumare carni arrosto, pane appena sfornato, salumi, sedani, olive, formaggio e frutti.
- Carri infiorati - Degni di nota sono i Carri infiorati; carri realizzati con migliaia di fiori di carta, che spesso rievocano tradizioni e profonda religiosità, e trainati da cavalli e buoi bardati di tutto punto con finimenti di cuoio, rame, pelliccia di faina e campanellini.

## Oasi WWF
Il comprensorio di Mellitto, in località Murgia Suagna, comprende l'Oasi Il Rifugio gestita dal WWF. Ha lo scopo di preservare 6 ettari di natura, sintesi del patrimonio ambientale della Murgia.